# Поруби
Поруби́ — село в Україні, у Яворівській міській територіальній громаді Яворівського району Львівської області. Населення становить 450 осіб(2001).

## Церква Різдва Св. Івана Хрестителя
Церкву збудована як каплиця у 1920 році на місці давнішої, яка існувала тут у XIX ст. Церква була зачинена з 1958 по 1989 рр.
Одноверха будівля у формі хреста розташована головним входом на схід, де, традиційно, має бути вівтар. Світловий восьмерик завершує баня, увінчана прозорим ліхтарем з маківкою.
Обабіч вхідних дверей влаштували великі, оздоблені різьбленням образи Пресвятої Богородиці та Ісуса Христа. На бокових стінах бабинця і нави можна побачити ще декілька великих зображень святих.

## Видатні люди
- Семерак Михайло Михайлович (нар. 1940 в Порубах) — український науковець, доктор технічних наук, професор, заслужений діяч науки і техніки України, лауреат Державної премії України в галузі науки і техніки, завідувач кафедри теплоенергетики, теплових та атомних електричних станцій, Інституту енергетики та систем керування Львівської політехніки.